# Équipe d'Italie de rugby à XIII
L'Équipe d'Italie de rugby à XIII regroupe les meilleurs joueurs italiens (ou d'origine italienne) de rugby à XIII, sous l'égide de la Fédération italienne de rugby à XIII.
L'équipe joue régulièrement ses matchs à domicile au Stade Guido Teghil (stade de 5 000 places) de Lignano Sabbiadoro dans le Frioul-Vénétie Julienne.

## Histoire

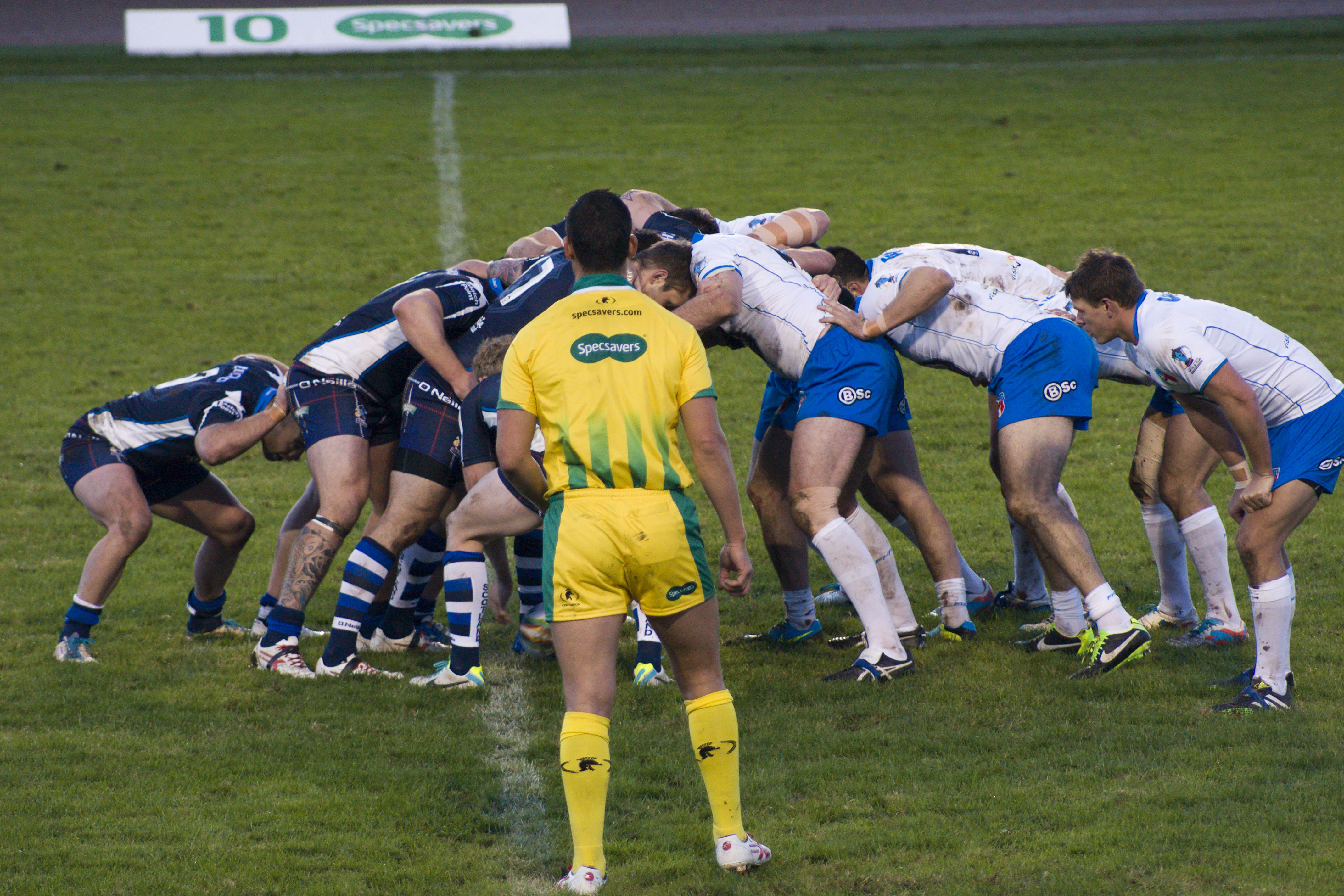
Mêlée contre l’Écosse, lors de la Coupe du monde de 2013

Créé dans les années 1950 après la création d'un championnat national, l'équipe disparaît dans les années 1970 pour renaître dans les années 1990. L'équipe d'Italie rencontre en effet la France en 1954, et perd mais sur un score respectable (17-29). Mais  le lancement de l'équipe nationale, ainsi que d'un championnat de vingt-cinq clubs, se heurte  à l'opposition des autorités du rugby à XV locales ; celles-ci menacent les joueurs qui « passeraient à XIII »  de bannissement.
Il faudra attendre des décennies avant que le mouvement treiziste reparte dans le pays, et notamment le début des années 2000. La fédération italienne peine alors à organiser des tests-matchs face à la France (match finalement annulé pour raisons financières) où même contre des sélections australiennes comme South Sydney ou des équipes britanniques mais parvient à nouer des contacts avec des joueurs italiens de rugby à XV. Cela par l'intermédiaire de son manager Mick Pezzano.
Bénéficiant de nombreux descendants italiens en Australie et disputant la National Rugby League à l'image de leur capitaine Anthony Minichiello, la sélection parvient cependant à se qualifier pour la Coupe du monde 2013. Elle remporte deux prestigieuses victoires contre l'Angleterre en match de préparation de ladite compétition puis contre le pays de Galles au premier tour.
Si cet apport des heritage players (joueurs australiens d'ascendance italienne) est appréciable en période de tournoi international, elle donne souvent lieu à des critiques : on reproche ainsi à l'Italie de trop se reposer sur ces joueurs et ne pas chercher à développer des talents véritablement « nationaux ». Un exemple symptomatique de ce phénomène étant le fait que lors de la Coupe du monde de 2017, aucun joueur dans l'effectif des Azzuri  n'a été formé dans le pays.
La fédération italienne de rugby à XIII essaie donc de développer ses propres joueurs à travers plusieurs types d'actions.
En 2018, elle envoie ainsi une sélection de jeunes talents nationaux disputer la Coupe d'Europe des nations des moins de 19 ans, en effet elle arrive à se qualifier pour le tournoi en battant l'Ukraine, et cela après avoir battu la Serbie 38 à 20. C'est la première fois que l'équipe arrive à se qualifier : après avoir été  battu en quart de finale par la France (00-60), les Azzuri atteignent finalement la 7e place de la compétition.
Mais la fédération nationale se heurte à certains obstacles.  En effet, si elle essaie d'attirer les joueurs quinzistes italiens, ceux-ci ne peuvent consacrer que l'été à la pratique du XIII, dans la mesure où 10 mois par an, ils sont engagés dans des clubs de rugby à XV. Parfois, elle essaie également de convaincre certains clubs de rugby à XV de pratiquer le XIII toute l'année; elle y parvient ainsi avec le club de Saluzzo NWR, dans le Piémont,  qui « passe à XIII »  et devient le premier club de rugby à XIII italien à jouer dans un championnat étranger : la deuxième division française.

## Personnalités et joueurs emblématiques

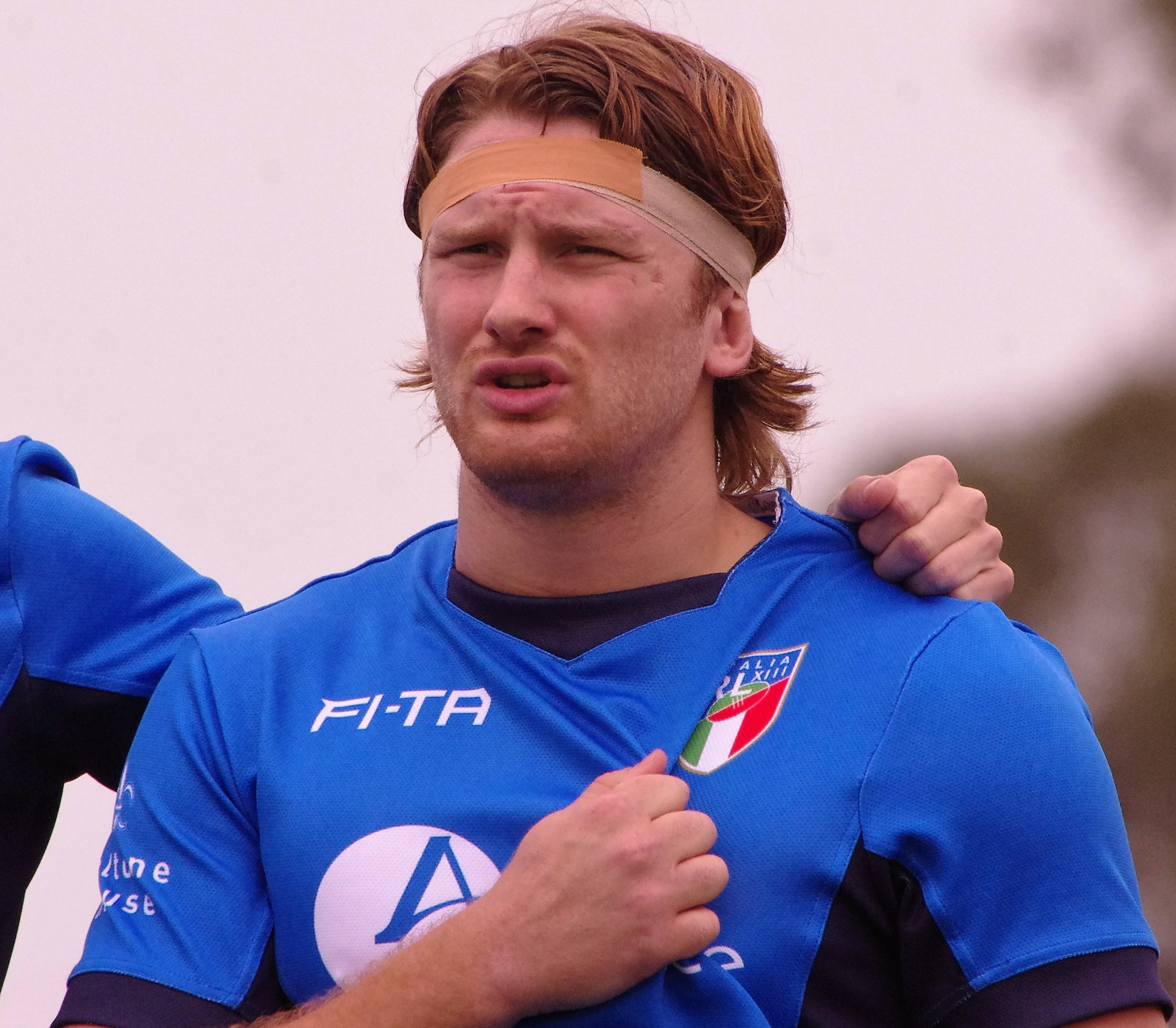
Gioele Celerino, un joueur emblématique des années 2010

Terry Campese  qui évolue au sein des Canberra Raiders dans le championnat de la National Rugby League. International australien et sélectionné pour la Nouvelle-Galles du Sud, ce demi d'ouverture est le neveu de l'ancien international australien de rugby à XV, David Campese. Il fait ses débuts dans le monde professionnel en 2004. En 2017, il est sélectionné avec l'équipe d'Italie pour disputer la coupe du monde 2017.
L'international Dean Parata fait parler de lui dans le monde treiziste français en rejoignant les effectifs du Toulouse Olympique; il s'agit en effet de la première recrue du club pour la saison 2018-2019. Il a été formé dans le club des West Tigers et la veille de sa signature pour le club de la Ville rose, il joue à Barrow au poste de talonneur.  Sa double nationalité australienne et italienne lui a permis d'être sélectionné deux fois pour l'Italie, lors des coupes du monde de 2013 et de 2017. Quelques mois après, un autre international italien est recruté par le club de la cité rose, Brenden Santi. Il a également la double nationalité australienne et italienne, et a disputé deux coupes du monde pour l'Italie, celle de 2013 et celle de 2017.
L'Italie réussit quand même à produire des talents nationaux : on cite ainsi l'exemple de Giole Celerino, Edoardo Pezzano, Simone Boscolo, Giovanni Ruscica et Anthony Arrigo...

## Parcours en Coupe du monde
| Année | Position    |         | Année         | Position |                  | Année | Position |
| 1954  | Non invitée | 1975    | Non invitée   | 2008     | Non invitée      |       |          |
| 1957  | Non invitée | 1977    | Non invitée   | 2013     | 1er tour         |       |          |
| 1960  | Non invitée | 1985-88 | Non invitée   | 2017     | 1er tour         |       |          |
| 1968  | Non invitée | 1989-92 | Non invitée   | 2021     | 1er tour         |       |          |
| 1970  | Non invitée | 1995    | Non invitée   | 2026     | Non participante |       |          |
| 1972  | Non invitée | 2000    | Non qualifiée |          |                  |       |          |

## Équipe féminine d'Italie
Fin des années 2010, une équipe féminine est créée qui dispute ses premiers test-matchs dont un test-match face à la France au mois de février 2018 (défaite 4-12).

## Autres références
1. ↑  (en) Dave Hadfield, « Dirty tricks : RLW uncovers a whole world of prejudice and poison », Rugby League World « Italy, 1964 », no 411,‎ juillet 2015, p. 58 (ISSN 1466-0105)
2. ↑  (en) Terry Liberopoulos, « Italy frustrated by lack of opportunity », Rugby League World, no 246,‎ septembre 2001, p. 64 (ISSN 1466-0105)
3. ↑  (en) Chris Dutton, « Former Canberra Raiders captain Terry Campese picked in Italy World Cup squad », sur smh.com.au/, 5 octobre 2017 (consulté le 28 octobre 2018) : « Campese was named in the Italian squad on Thursday and will link with former Canberra teammate Paul Vaughan and superstar fullback James Tedesco for the tournament. »
4. ↑  Nicolas, « Le Toulouse Olympique signe sa première recrue pour 2019 : Dean Parata, talonneur international italien de 27 ans, est la première recrue du Toulouse Olympique. », sur treizemondial.fr, 24 octobre 2018 (consulté le 28 octobre 2018)
5. ↑  « Toulouse : : Dean Parata première recrue », Midi Olympique (édition rouge),‎ 29 octobre 2018, p. 29 (ISSN 0994-6187)
6. ↑  « Toulouse : Une autre recrue », Midi Olympique (édition rouge),‎ 17 décembre 2018, p. 28 (ISSN 0994-6187)
7. ↑  (en) Gavin Willacy, « Planet League : Player of the month : Gioele Celerino, Newscastle Thunder& Italy », Rugby League World, no 421,‎ mai 2016, p. 79 (ISSN 1466-0105) :« Celerino is believed to be the first born and bred Italian to play in professional British rugby league [...] Having won nine Italian caps since his debut in 2013... »
8. ↑  Treize Mondial, « Equipe de France - Doublé Français à Toulon ! - Rugby à XIII », sur Treize Mondial, 25 février 2018 (consulté le 6 octobre 2019)